# Alessandro Scarlatti

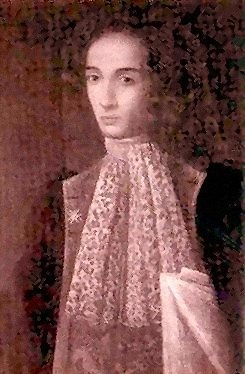
Alessandro Scarlatti
(1660-1725)

Alessandro Scarlatti (n. 2 mai 1660, Palermo, Regatul Siciliei – d. 22 octombrie 1725, Napoli, Regatul Neapolelui) a fost un compozitor de muzică barocă.
În anul 1680 a fost diirijorul orchestrei reginei Christina a Suediei în perioada în care ea s-a exilat la Roma. Între 1684-1702 este director muzical al viceregatului Napolelui.
A scris între 70 și 100 de opere și 600 de cantate laice, uverturile sale au fost oredecesoare importante ale simfoniei.